# Neodiphthera saccopoea
Neodiphthera saccopoea is een vlinder uit de familie nachtpauwogen (Saturniidae), onderfamilie Saturniinae.
De wetenschappelijke naam van de soort is voor het eerst geldig gepubliceerd door Turner in 1924.